# Opération Diamond

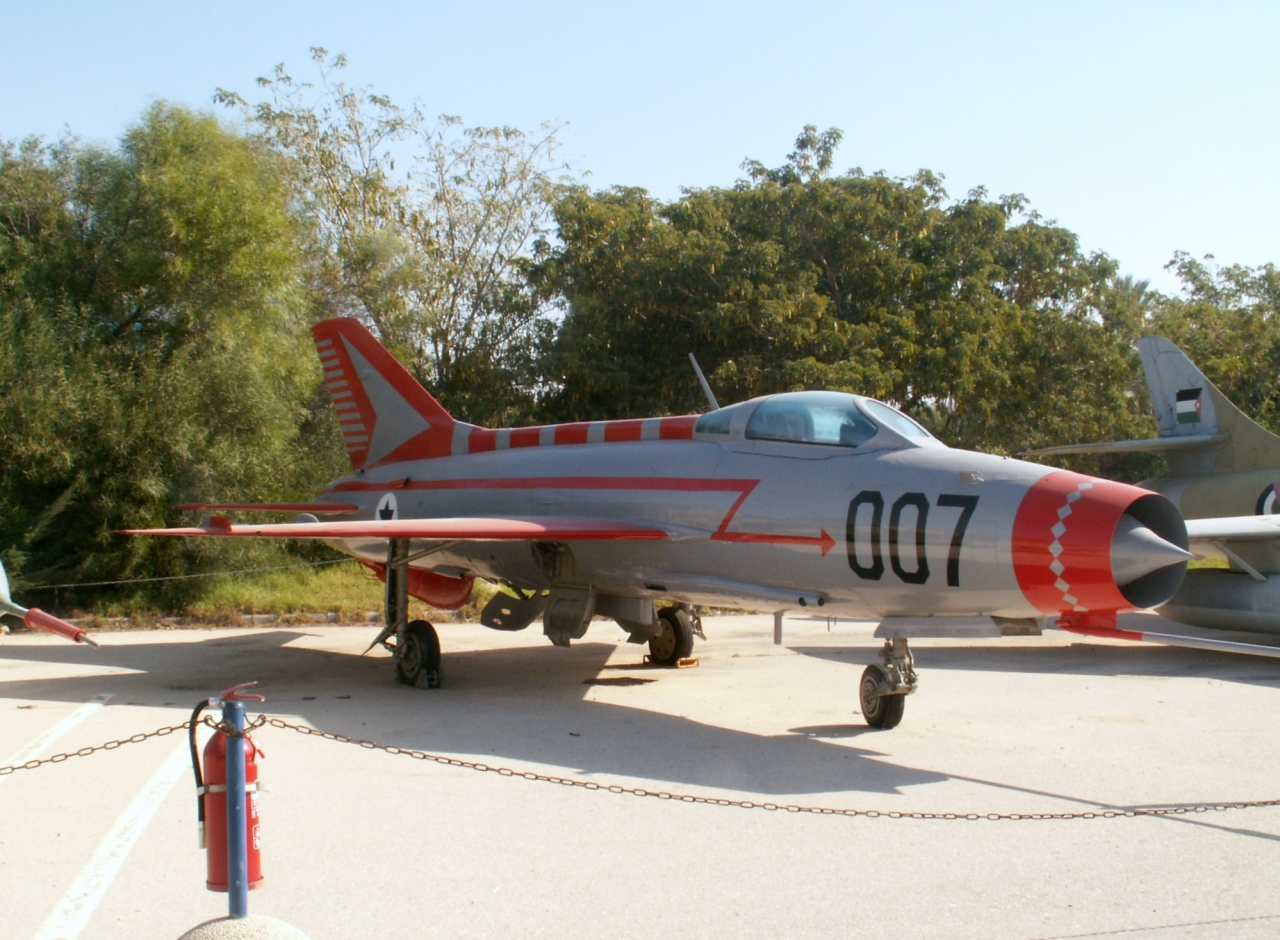
Le MiG-21, sujet de l'opération Diamond, au musée de l'armée de l'air israélienne à Hatzerim

L’opération Diamond (en hébreu: מִבְצָע יַהֲלוֹם, Mivtza Yahalom) était une opération conduite par le Mossad. Son objectif était l'acquisition d’un Mikoyan-Gourevitch MiG-21 de construction soviétique, avion de combat soviétique le plus avancé à l'époque. L'opération commença à la mi-1963 et se termina le 16 août 1966, quand un MiG-21 de la force aérienne irakienne, piloté par le transfuge irakien Mounir Redfa, atterrit sur une base aérienne en Israël. Israël et les États-Unis purent étudier la conception de l'avion.

## Histoire
La production du MiG-21 débuta en 1959, et l'Égypte, la Syrie et l'Irak reçurent de nombreux avions.

### Les deux premières tentatives
La première tentative pour acquérir l'aéronef fut menée en Égypte par agent du Mossad Jean Thomas. Thomas et son groupe reçurent l'ordre de trouver un pilote, qui, pour un million de dollars serait d'accord pour piloter l'avion jusqu’en Israël. Cependant, leur première tentative  échoua. Le pilote égyptien qu’ils avaient contacté, Adib Hanna, informa les autorités de l'intérêt de Thomas pour le MiG. Thomas, son père, et trois autres personnes furent arrêtés et accusés d'espionnage. Thomas et deux autres furent pendus en décembre 1962. Les trois autres membres du groupe écopèrent de longues peines de prison. La deuxième tentative échoua également. Des agents du Mossad finirent par agresser deux pilotes irakiens qui refusaient de coopérer avec eux, afin de les faire se tenir tranquilles pendant un certain temps.

### Succès
En 1964, un Juif irakien, Yusuf, contacta les services israéliens à Téhéran (Iran et Israël entretenaient des relations diplomatiques à l'époque) et en Europe occidentale. Depuis qu'il avait 10 ans, Yusuf avait travaillé comme domestique pour une famille chrétienne maronite. Une amie de sa petite amie était mariée à un pilote irakien du nom de Mounir Redfa. Redfa était agacé que ses racines chrétiennes n’empêchent sa promotion dans l'armée. Il avait également été bouleversé lorsqu’il avait reçu l'ordre d'attaquer des Kurdes irakiens. Yusuf avait compris que Redfa était prêt à quitter l'Irak,.
Une femme, agent du Mossad, se lia d'amitié avec Redfa. Il lui a dit qu'il avait été forcé de vivre loin de sa famille à Bagdad, qu’il n'avait pas la confiance de ses commandants, et n’était autorisé à voler uniquement qu’avec des réservoirs de carburant incomplet en raison de son christianisme. Il exprima également son admiration envers les Israéliens, « peu contre tant de musulmans ». Redfa fut persuadé de se rendre en Europe pour rencontrer des agents israéliens. Meir Amit lui-même observa la rencontre entre Redfa et un officier de renseignement, en utilisant un judas. Il fut offert à Redfa 1 million de dollars, la citoyenneté israélienne, et un emploi à temps plein. Les conditions de Redfa pour faire s’échapper clandestinement tous ses parents d'Irak furent acceptées. Plus tard, Redfa se rendit en Israël pour voir l'aérodrome qu'il allait utiliser pour poser l'avion. Il rencontra également le commandant de l'armée de l'air israélienne, le major-général Mordechai "Mottie" Hod. Ils discutèrent de son futur plan de vol,.
De nombreux agents du Mossad furent envoyés en Irak pour aider au transfert de Betty, la femme de Redfa, de leurs deux enfants âgés de trois et cinq ans, de ses parents et d’un certain nombre d'autres membres de la famille hors du pays,. Betty et leurs deux enfants se rendirent à Paris pour ce qu'elle pensait être des vacances d'été. Redfa, qui avait promis de la préparer à ce qui allait se passer, ne lui dit rien. Lorsque Betty fut contactée par un agent du Mossad, qui avait son nouveau passeport israélien, elle se mit d'abord très en colère et menaça de contacter l'ambassade d'Irak, avant de se calmer. Les autres membres de la famille furent conduits à la frontière iranienne, où des guérilleros kurdes les aidèrent à passer en Iran, d'où ils furent conduits en Israël,. 
La possibilité d’une défection apparut le 16 août 1966. Alors que Redfa survolait le nord de la Jordanie, son avion est accroché par un radar. Les Jordaniens contactèrent la Syrie, mais furent rassurés car l'avion appartenait à l'armée de l'air syrienne et était en mission d’entrainement. Lorsque l'avion de Redfa atteignit Israël, il fut accueilli par deux avions Dassault Mirage III israéliens, qui l'escortèrent jusqu'à son atterrissage à Hatsor. Plus tard, lors d'une conférence de presse, Redfa dit qu'il avait posé l'avion sur « la dernière goutte de carburant ».

## Conséquences
Peu après sa défection, le MiG de Redfa fut renuméroté 007, reflétant la manière dont il était arrivé. Quelques semaines après, l'avion décolla à nouveau avec le pilote d'essai israélien Danny Shapira aux commandes, pour le premier de nombreux vols d'essai. Les forces et les faiblesses de l’avion à réaction furent analysées et il vola contre des chasseurs de l'armée de l’air israélienne, habituant les pilotes israéliens à faire face à l'avion. En mai 1967, le directeur de la CIA, Richard Helms déclara qu'Israël avait prouvé qu'il avait fait bon usage de l’avion, lorsque le 7 avril 1967, durant des combats aériens sur le plateau du Golan, l'aviation israélienne abattit 6 MiG-21 syriens sans perdre aucun de ses Mirage III.
En janvier 1968, Israël prêta le MiG aux États-Unis, qui évaluèrent l’avion à réaction dans le cadre du programme Have Doughnut. Le transfert contribua à ouvrir la voie à l'acquisition par Israël de F-4 Phantom, que les Américains avaient été réticents à vendre à Israël,,,.